# Crocidura fischeri
Crocidura fischeri is een zoogdier uit de familie van de spitsmuizen (Soricidae). De wetenschappelijke naam van de soort werd voor het eerst geldig gepubliceerd door Arnold Pagenstecher in 1885.